# Die Entdeckung der Langsamkeit
Die Entdeckung der Langsamkeit ist ein 1983 erschienener Roman und preisgekrönter Bestseller des deutschen Schriftstellers Sten Nadolny. Sein Protagonist ist der englische Kapitän und Polarforscher John Franklin, der wegen seiner Langsamkeit immer wieder Schwierigkeiten hat, mit der Schnelllebigkeit seiner Zeit Schritt zu halten, aber schließlich doch aufgrund seiner Beharrlichkeit zu einem großen Entdecker wird. Der Roman ist bewusst nicht authentisch gehalten, denn die im Roman beschriebene Figur ist im Gegensatz zum realen Vorbild ein der Langsamkeit verpflichteter Mensch mit modernen Idealen.
Der Roman ist Burkhard Nadolny, dem Vater des Autors, gewidmet.

## Inhalt

### Wichtige Figuren
Die Figurenbeschreibungen beziehen sich der Einfachheit halber, sofern nicht anders angegeben, auf den Protagonisten John Franklin, das heißt mit „Mutter“ oder „Tochter“ ist „Mutter John Franklins“ bzw. „Tochter John Franklins“ gemeint.
- (Sir) John Franklin (Protagonist)

Charakter von John Franklin:
Schon in seiner Kindheit ist John Franklin langsamer als alle anderen Kinder in seinem Umfeld. Während seine Freunde einfach und ohne Probleme einen Ball fangen können und mit diesem spielen, ist John Franklin oft nur ein Außenseiter. Ihm bleibt zum Beispiel beim Ballspielen nur eine Nebenrolle übrig. So hält John stundenlang die Schnur des Ballspiels, während die anderen vergnügt und mit großer Freude ihrem Hobby nachgehen. Doch Franklin hat mit dieser Beschäftigung keinerlei Probleme, da er ganz genau weiß, dass ihm das Mitspielen aufgrund seiner Langsamkeit unmöglich ist und er wegen seiner körperlichen Bewegungsprobleme prädestiniert für diese Aufgabe zu sein scheint. Bereits an diesem Beispiel erkennt der Leser die Besonderheit dieser langsamen Person. Er kompensiert nämlich durch einen scheinbar unbändigen Willen seine physischen Nachteile und es wird deutlich, dass eine erhebliche Diskrepanz zwischen seinen körperlichen und geistigen Fähigkeiten besteht, die im Verlauf des Buches eine wichtige Rolle spielt.
- Hannah Franklin (Mutter)
- Tom Barker (schneller Mitschüler und zunächst Gegenspieler, später Freund in der Schulzeit)
- Sherard Philip Lound (Mitschüler und Freund)
- Dr. Orme (Lehrer, väterlicher Freund und Förderer)
- Ann Chapell (Tante)
- Matthew Flinders (Marineoffizier, Ehemann von Ann Chapell, macht Franklin mit der Seefahrt vertraut und nimmt ihn auf seine Forschungsreise von 1801 nach Australien mit)
- Mary Rose (Prostituierte in Portsmouth, bei ihr sammelt Franklin erste sexuelle Erfahrungen)
- Denis Lacy (Midshipman auf der Investigator, schneller Gegenspieler während der Australienreise)
- Flora Reed (Predigerwitwe, zeitweise Geliebte)
- Eleanor Porden (erste Ehefrau)
- Eleanor Anne Franklin (Tochter)
- Jane Griffin (zweite Ehefrau, Freundin von Eleanor Porden)
- Sophia Cracroft (Nichte und letzte Liebe)

### Handlung
Die Geschichte John Franklins wird ab seinem 10. Lebensjahr erzählt. Vorlage der Romanfigur ist der britische Konteradmiral John Franklin. Obwohl sich Sten Nadolny auf biographisches Material stützt, legt er Wert darauf, dass es sich um eine Phantasiefigur handelt, die Ähnlichkeiten mit dem historischen Franklin, aber auch Abweichungen von dessen Lebenslauf aufweist. Insbesondere die Charakterisierung Franklins als langsamen Menschen, die der Kern des Romans ist, hat keine historische Grundlage. Der Roman erzählt die Geschichte Franklins in drei Teilen, die aus zweimal fünf und einmal neun, also insgesamt 19 Kapiteln, bestehen.

#### Erster Teil (John Franklins Jugend)
John Franklin wächst in Spilsby in der ostenglischen Grafschaft Lincolnshire auf. Er ist in seinen Bewegungen und seiner Auffassungsgabe so langsam, dass ihn andere für schwachsinnig halten. In Matthew Flinders findet er sein Vorbild: Er ist der Verlobte seiner Tante Ann Chapell und leitet verschiedene britische Erkundungsreisen nach Australien. Gefördert wird Franklin auch durch Dr. Orme, der die Fähigkeiten Franklins entdeckt, mit besonderer Gründlichkeit allen Erfahrungen auf den Grund zu gehen. Franklin will zur See fahren, was ihm auf Grund der bekannten Langsamkeit nur Spott einbringt. Als er es nicht mehr erträgt, läuft John von zuhause fort und will auf einem Schiff anheuern. Er wird zurückgebracht. Matthew Flinders verspricht ihm, ihn eines Tages mit auf Entdeckungsreise zu nehmen. Dr. Orme empfiehlt den Eltern, John zur Lehre auf ein Schiff mitzugeben. Die erste Reise führt ihn nach Lissabon. Nach seiner Rückkehr ist es wieder Dr. Orme, der es John ermöglicht, bei der Kriegsmarine anzuheuern. 1801 erlebt John vor Kopenhagen seine erste Seeschlacht. John ist zwar in allem sehr langsam, aber auch sehr gründlich und zielstrebig. Als in der Schlacht ein bewaffneter dänischer Soldat an Bord kommt, erwürgt ihn John mit bloßen Händen. Die Erinnerung an dieses Ereignis wird traumatisch.

#### Zweiter Teil (John Franklin erlernt seinen Beruf)
Im Alter von 15 Jahren begibt sich John auf seine erste Forschungsreise: Matthew Flinders, Kapitän der Investigator, macht sein Versprechen wahr und nimmt ihn mit zum Kap der Guten Hoffnung. In Portsmouth macht John erste (unbefriedigende) sexuelle Erfahrungen bei der Prostituierten Mary Rose. Auf dem Schiff wird er seiner Langsamkeit wegen verspottet. Johns Gegenstrategie ist, sich auf dem Schiff alles möglichst genau einzuprägen, um seine Langsamkeit durch Genauigkeit auszugleichen. Er lernt die Marineanweisungen wie Vokabeln auswendig, um schnell auf Fragen antworten zu können. Vom Kap geht es weiter zur Terra Australis (Australien). John erwirbt sich Ansehen durch seine präzisen Berechnungen bei der Navigation und seine Fähigkeit, durch gründliche Überlegung die Handlungen anderer vorauszuberechnen. Den Weg zurück nach England legt John auf der Earl Camden zurück.
In Porthsmouth besucht er wieder Mary Rose – diesmal ist sein Besuch befriedigender. John verliebt sich in die Prostituierte, aber er wird sie nicht mehr wiedersehen. Johns Ziel ist es, Entdecker zu werden, aber die nächsten zehn Jahre lassen einen solchen Weg nicht zu: Es herrscht Krieg und trotz traumatischer Erfahrungen vor Kopenhagen ist John gezwungen, sich erneut an Seegefechten zu beteiligen. Vor Trafalgar erlebt er die Seeschlacht, bei der Lord Nelson umkommt. Beim englischen Angriff auf New Orleans wird auch John schwer verwundet: Mit einem Kopfschuss schleppt er sich bis zum eigenen Schiff zurück. Man hält es für ein Wunder, dass er die Verletzung überlebt. Die Narbe auf der Stirn wird ihm in Zukunft Respekt einbringen. Seine Langsamkeit wird nun mit der Verletzung erklärt.
In einem Gespräch zum Ende des zweiten Teils wird angespielt auf die Reise des fiktiven Kapitäns Horatio Hornblower, eine von C. S. Forester erschaffene Romanfigur, auf der Lydia um Kap Hoorn.

#### Dritter Teil (Franklins Gebiet)
Zurück in England versucht John eine Neuorientierung seines Lebens. Er reist zurück nach Spilsby zu seinem alten Vater. Dr. Orme ist inzwischen verstorben. Er hat John zwei Texte hinterlassen: Eine Studie über John und eine Schrift zur Entwicklung eines Apparates zur Schaffung bewegter Bilder. Den zweiten Text versucht John umzusetzen. Bis an sein Lebensende wird ihn die Konstruktion jenes Bildapparates beschäftigen. John versucht sich als politischer Zeitungsredakteur – angeregt durch Flora Reed, eine Predigerswitwe, mit der ihn eine leidenschaftslose Affäre verbindet. Seine Entdeckerleidenschaft meldet sich wieder.
Es gelingt ihm, als Kapitän der Trent bei einer Expedition an den Nordpol eingesetzt zu werden. 1818 sticht John mit der Trent und der Dorothea in See. Wie schon auf seinen früheren Reisen begegnet John seiner Langsamkeit mit gründlichem Lernen. Seine Fähigkeit zur Navigation und seine Ruhe selbst in bedrohlichen Situationen retten der Mannschaft zweimal das Leben: Einmal verirrt sich der Suchtrupp im Eis. John führt sie wieder zum Schiff. Dann drohen die Schiffe im Eissturm zu kentern. John gelingt es, beide Schiffe zu retten. Der Versuch, die Nordwestpassage zum Pazifik zu finden, scheitert allerdings. Die Expedition kehrt dennoch glücklich nach England zurück. 1819 wird ihm der Oberbefehl einer Landexpedition in Kanada übertragen. Diese Expedition scheitert kläglich. Elf Männer sterben in Schnee und Eis.
Franklin wird kühl bis spöttisch in London empfangen; um sich zu rehabilitieren, schreibt er das Buch Bericht über eine Reise zu den Küsten des Polarmeeres. Das Buch wird ein großer Erfolg, Franklins Ansehen ist wiederhergestellt. Franklin heiratet Eleanor Porden, allerdings wird dies keine glückliche Ehe. Franklin sehnt sich nach einem neuen Forschungsauftrag, den er auch erhält – an dem Tag, an dem die gemeinsame Tochter Eleanor Anne geboren wird. Kurz nachdem Franklin zu seiner zweiten Landreise nach Kanada aufgebrochen ist, stirbt Eleanor Porden. Die Reise dauert zwei Jahre (1825–1827). Auch bei dieser Reise wird die Nordwestpassage nicht gefunden, dafür werden weite Teile der kanadischen Küste kartografiert. Nach seiner Rückkehr heiratet John Franklin die Freundin seiner Frau, Jane Griffin. Ein zweites Buch Franklins erscheint; sein Ruhm wächst. Er wird in den Adelsstand erhoben, aber seinem großen Ziel kommt er nicht näher. Neue Aufträge bleiben aus, selbstfinanzierte Expeditionen wollen nicht zustande kommen.
Da wird John Franklin das Angebot gemacht, als Gouverneur Van Diemen’s Land, das spätere Tasmanien, zu regieren. Trotz seines Engagements und der Unterstützung seiner Frau stößt er auf große Hindernisse – vor allem durch Intrigen gegen seine Politik. Er verliebt sich in seine Nichte Sophia Cracroft, bleibt aber seiner Frau treu, die er schätzt und ehrt und die ihm in der Gouverneurszeit eine wichtige Beraterin war. 1843 wird Franklin von seinem Posten abberufen. Er plant daraufhin eine neue Forschungsreise von England aus. Andere politische Ämter lehnt er ab. 1845 bricht er zu seiner letzten Forschungsreise, der sogenannten Franklin-Expedition, auf. Die Fahrt führt in eine Katastrophe: Die Schiffe Erebus und Terror werden vom Eis eingeschlossen. Es gibt kein Vor und kein Zurück mehr. Franklin wird von einem Schlaganfall niedergerissen. Er bekommt noch mit, dass ein Fußtrupp tatsächlich die Nordwestpassage findet. Sie ist allerdings völlig nutzlos, weil vereist und damit unpassierbar. Am 11. Juni 1847 stirbt John Franklin an den Folgen eines weiteren Schlaganfalls. Von England aus werden Suchtrupps losgeschickt, die aber erfolglos zurückkehren. Jane Franklin und Sophia Cracroft stecken ihr gesamtes Geld in weitere Rettungsaktionen. Erst 1859 wird ein Zettel im Eis gefunden, der über das Schicksal der Expedition Auskunft gibt: Die Schiffe waren im Eis stecken geblieben. Über hundert Mann Besatzung hatten versucht, sich zu Fuß zu retten. Keiner überlebte.

## Rezeption
Mit Kopenhagen 1801, dem fünften Kapitel des noch unvollendeten Romans Die Entdeckung der Langsamkeit, gewann Nadolny den Ingeborg-Bachmann-Preis 1980. Er erhielt einhelliges Lob von der Jury, zu der Marcel Reich-Ranicki, Walter Jens, Hilde Spiel, Klara Obermüller, Joachim Kaiser, Günter Kunert, Adolf Muschg, Peter Härtling und Ulrich Greiner gehörten. Das Preisgeld von 100.000 Österreichischen Schilling teilte Nadolny – aus Protest am Preissystem des Wettbewerbs – unter allen 18 Teilnehmern auf.
Den 1983 erschienenen Roman fand Ulrich Greiner „ebenso gut wie das damals ausgezeichnete Kapitel, fast.“ Denn manchmal scheine zwischen philosophischem Roman und Abenteuerroman auch ein zu Schulfunk-hafter historischer Roman des promovierten Historikers und ehemaligen Geschichtslehrers Nadolny durch. Das Ergebnis sei „eine Rarität, als dies ein freundlicher, geschichtenreicher, unterhaltsamer Roman ist“, „zugleich spannend und nachdenklich“. Hanns-Josef Ortheil lobt „Nadolnys Kunstgriff […] dieser graziösen Schwere“. Die Prosa sei schlicht und elegant, die Art, wie Nadolny die Langsamkeit eines Einzelnen der Geschwindigkeit des 19. Jahrhunderts entgegenhält „romantisch, wenn auch auf komplizierte, nachdenkliche Art“. Laut Frankfurter Allgemeinen Zeitung sei dem Autor „etwas ganz Erstaunliches gelungen: die Langsamkeit von ihrem muffigen Image zu befreien“. Der Roman koste die Ruhe seiner Hauptfigur derart aus, „daß man gar nicht begreifen kann, wie er daraus zugleich soviel Spannung erzeugen kann.“
Der Roman entwickelte sich zu einem Bestseller und wurde bis 2017 1,8 Millionen Mal verkauft und in über 20 Sprachen übersetzt. Der Titel Die Entdeckung der Langsamkeit wurde zu einem Schlagwort, das unter anderem für das Ideal eines von Entschleunigung und „weniger ist mehr“ geprägten Lebensstils verwendet wird. Für Nadolny wurde der Roman so etwas wie ein „Lebensbuch“, wie man es nur einmal im Leben schreibt und das sich untrennbar mit seinem Namen verbunden hat. Laut einer Kritik seiner Mutter Isabella Nadolny sei es „das Buch eines Gentlemans über Gentlemen“.

## Adaptionen
- Der italienische Komponist Giorgio Battistelli verfasste eine auf dem Roman basierende gleichnamige Oper, die 1997 am Bremer Theater uraufgeführt wurde.[10] Beat Fäh adaptierte diese Version 2015 für die Bühne.[11]
- Der Schauspieler Thomas Rühmann und der Musiker Tobias Morgenstern erarbeiteten 1996 eine gleichnamige Bühnenfassung.[12] Die beiden Künstler führen das Stück regelmäßig im Theater am Rand auf, das sie in Zollbrücke im Oderbruch betreiben.

### Primärtext
- Sten Nadolny: Die Entdeckung der Langsamkeit. Piper, München 1983, ISBN 3-492-10700-1.

### Sekundärtext
- Ralph Kohpeiß: Sten Nadolny, Die Entdeckung der Langsamkeit: Interpretation. 2. Auflage. Oldenbourg, München 1999, ISBN 3-486-88676-2.
- Stefan Munaretto: Sten Nadolny. Die Entdeckung der Langsamkeit. Bange Verlag, Hollfeld 2006 (Königs Erläuterungen und Materialien, Band 427). ISBN 3-8044-1814-7.